# Bateau runabout
Pour les articles homonymes, voir Bateau (homonymie) et Runabout.
Un bateau runabout est un bateau moteur de type runabout - roadster de mer, pour la plaisance, le ski nautique ou les courses de bateau... 

## Historique

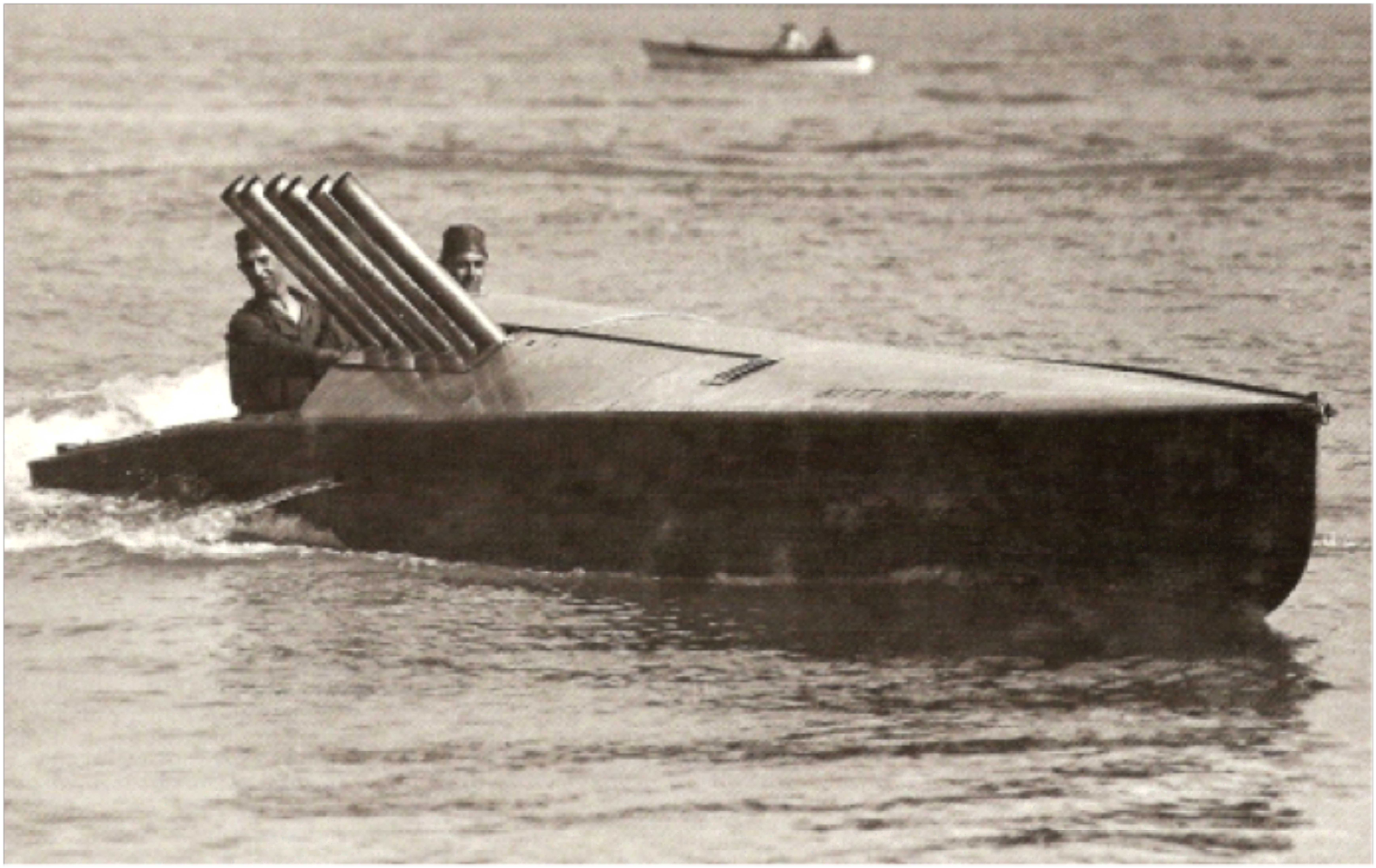
Hacker-Craft Kitty Hawk II (record de vitesse aquatique de 1911 à 1915)

Dans les années 1900 des débuts de l'automobile et de l'aviation motorisée (avec en particulier le premier bateau à moteur Daimler Marie historique de 1888), l'architecte naval américain John Hacker (1877-1961) créé les premiers concepts de bateau à moteur runabout, qu'il fabrique sous le nom de Hacker-Craft pour des clients amateurs fortunés,. Le prince Albert Ier de Monaco organise dès 1903 des premières courses de bateaux moteurs au large de Monaco,.   

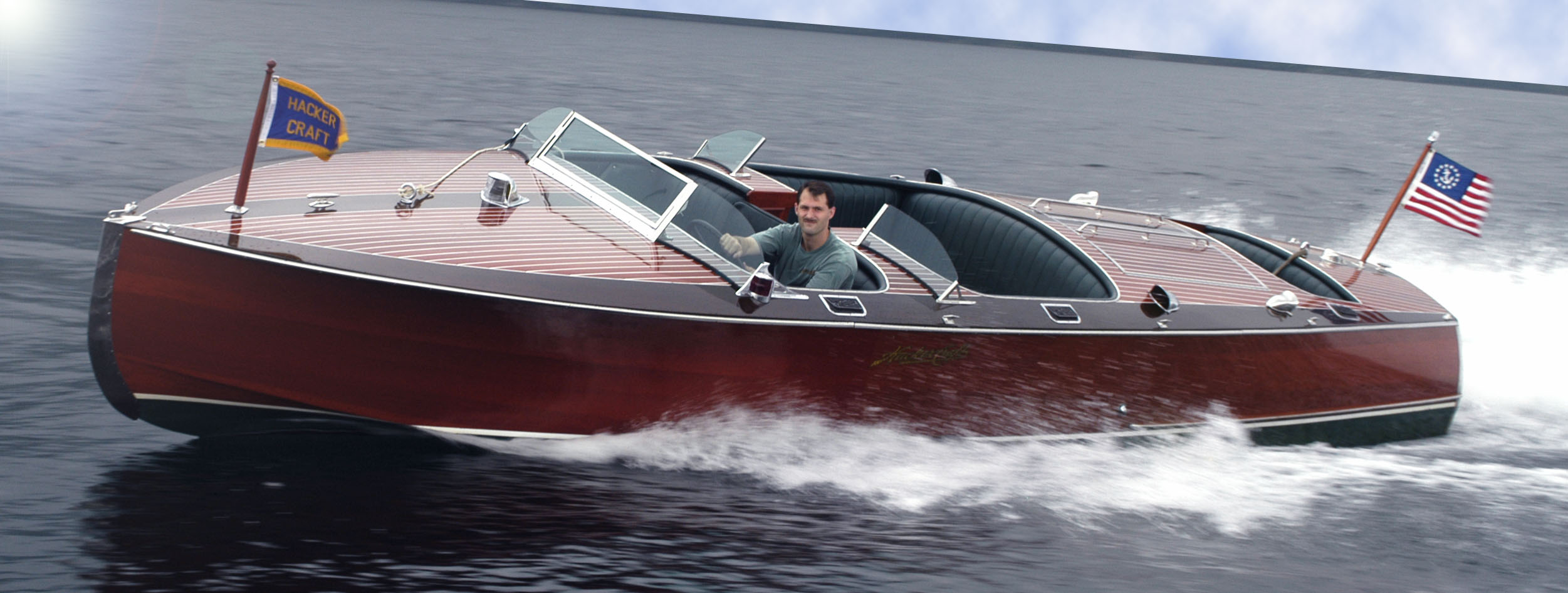
Hacker-Craft

Ses bateaux ont de nouvelles formes de coques en « V » pour aller plus vite sur l'eau, réalisés en bois d'acajou vernis, avec de puissants moteurs hors-bord ou in board (dont les premiers moteurs Antoinette 8V de 1906, De Dion-Bouton V8 ou Evinrude Outboard Motors de 1909...), des postes de pilotage inspirés des automobiles roadster cabriolet de l'époque, avec manette de gaz et volant directionnel à la place des barres traditionnelles, pare-brise, fauteuils conducteurs et passagers, parfois une plage solarium à l’arrière…
De nombreux constructeurs de bateaux s'inspirent depuis de ce concept néo-rétro, dont Chris-Craft, Antoinette (à moteur Antoinette 8V), Garfield Wood (en), Riva (à partir des années 1950), Monte Carlo Offshorer, J Craft, Boesch (de), Tullio Abbate...

Quelques modèles
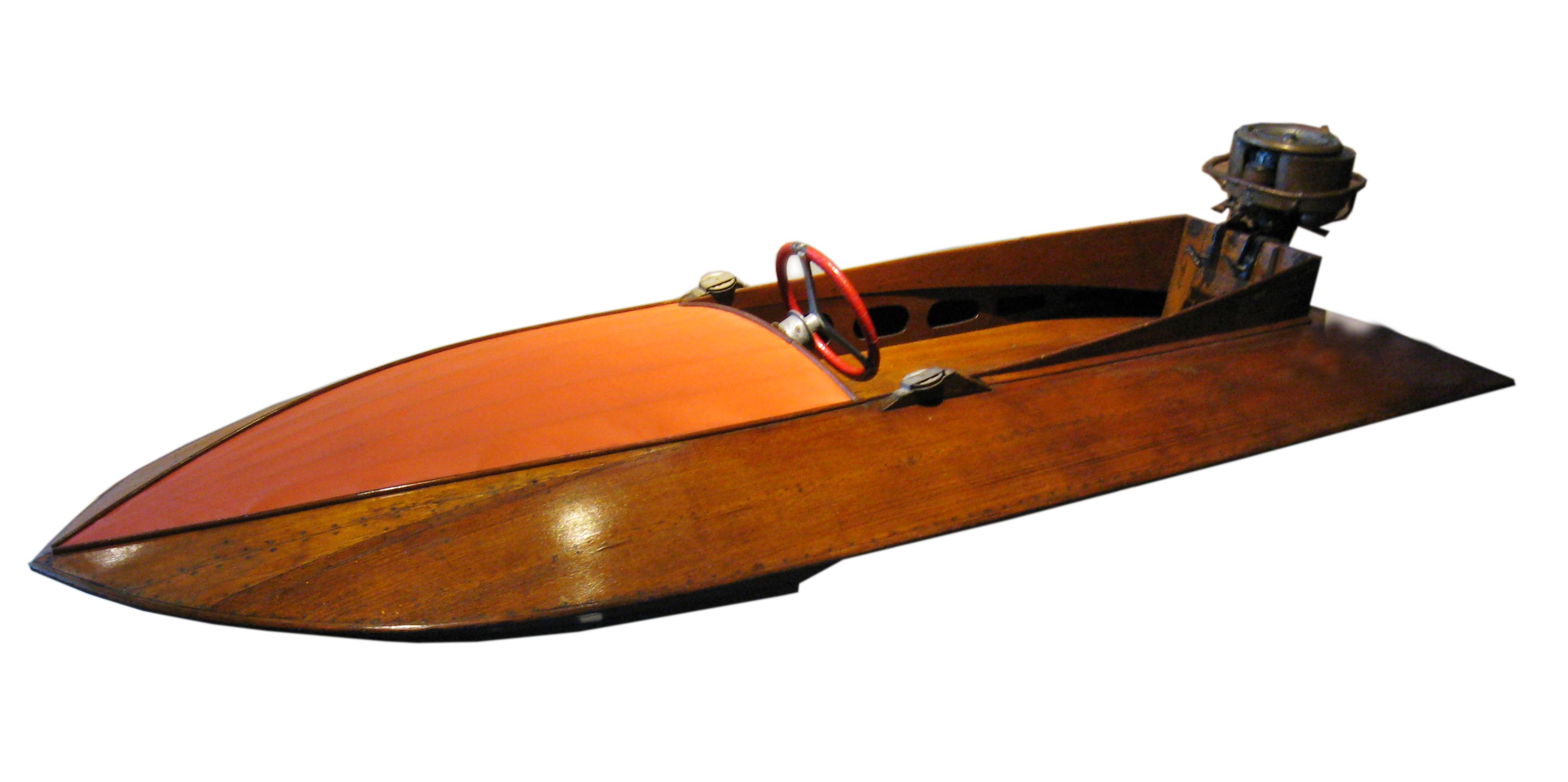
Sportboot
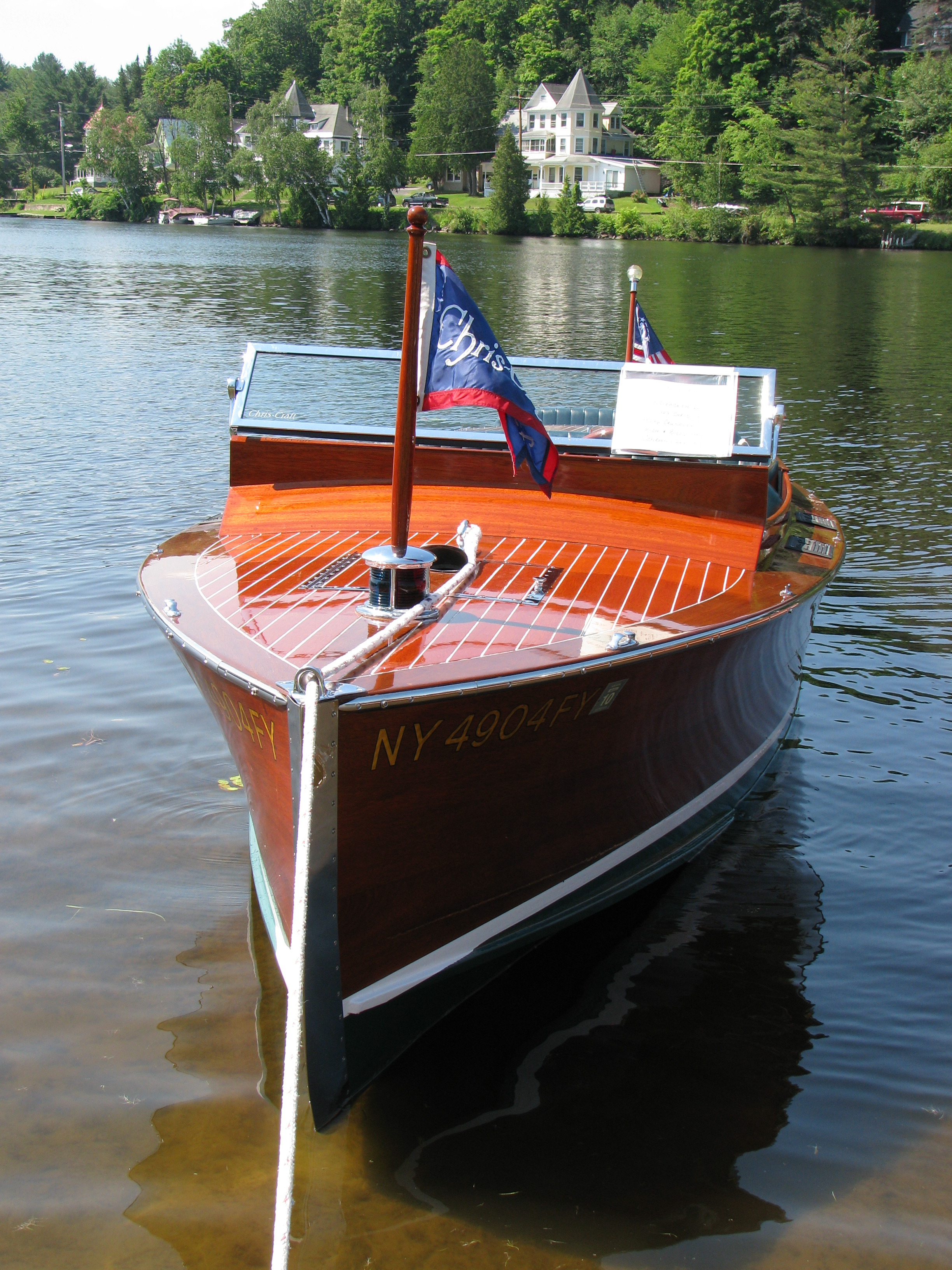
Chris-Craft (1928)
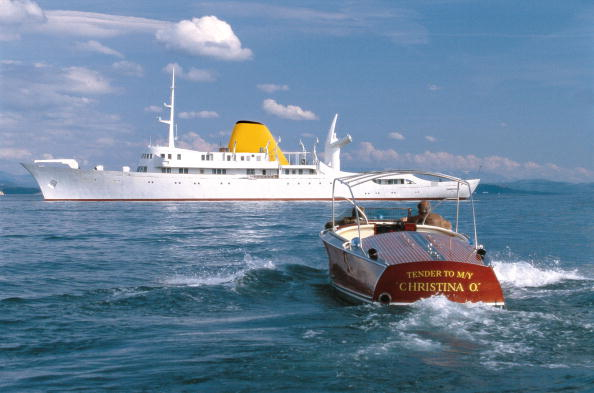
Hacker-Craft, tender du yacht Christina O, d'Aristote Onassis
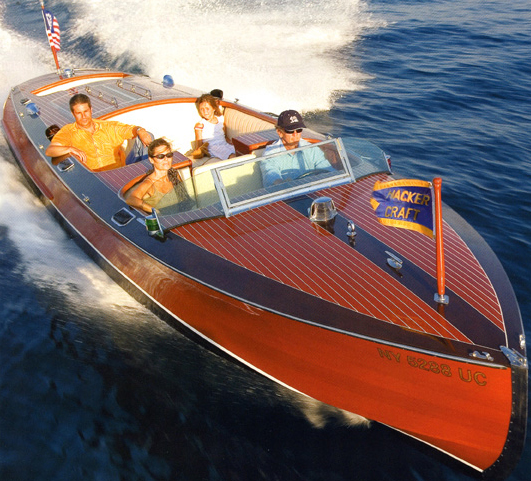
Hacker-Craft
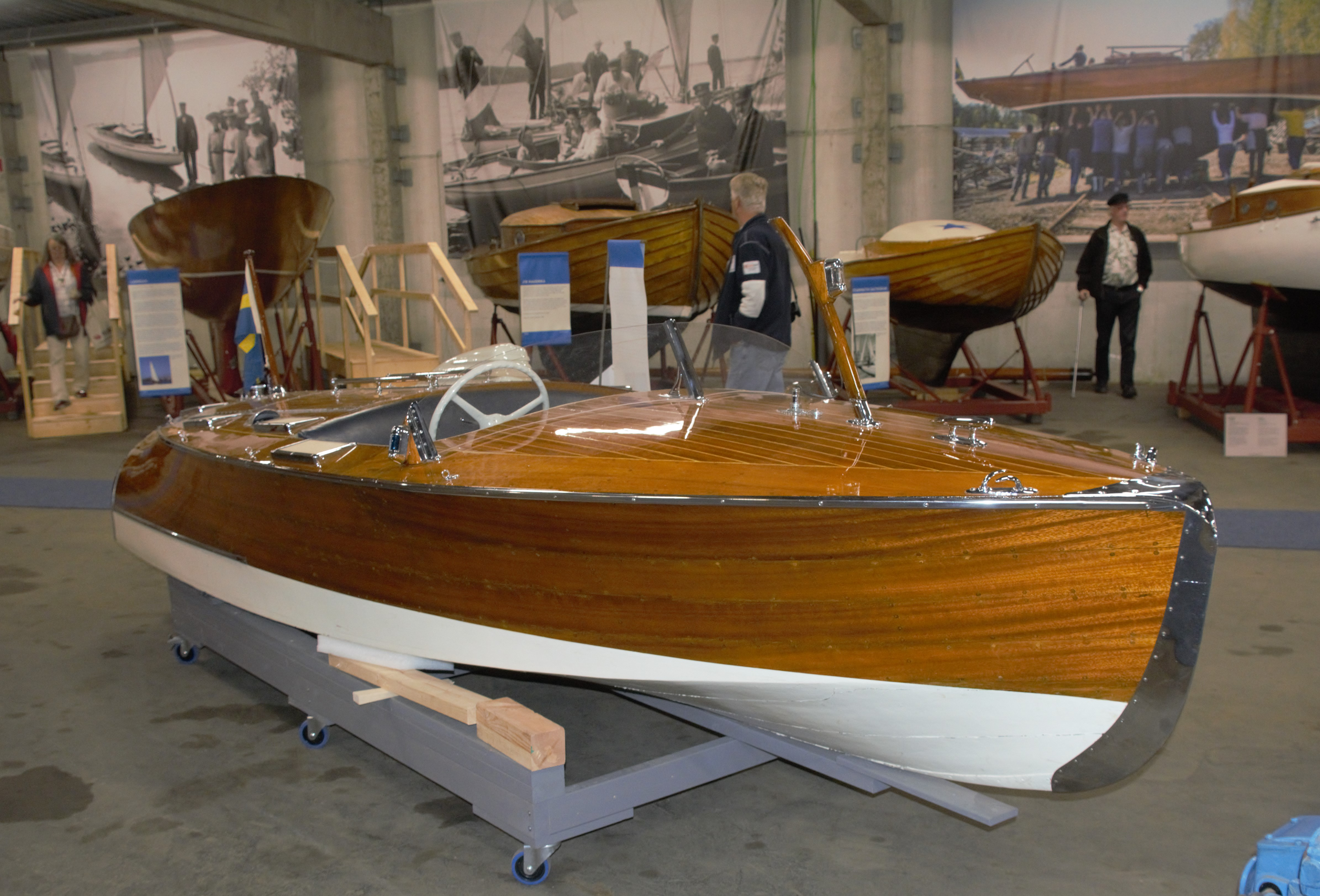
Chris-Craft (1928)
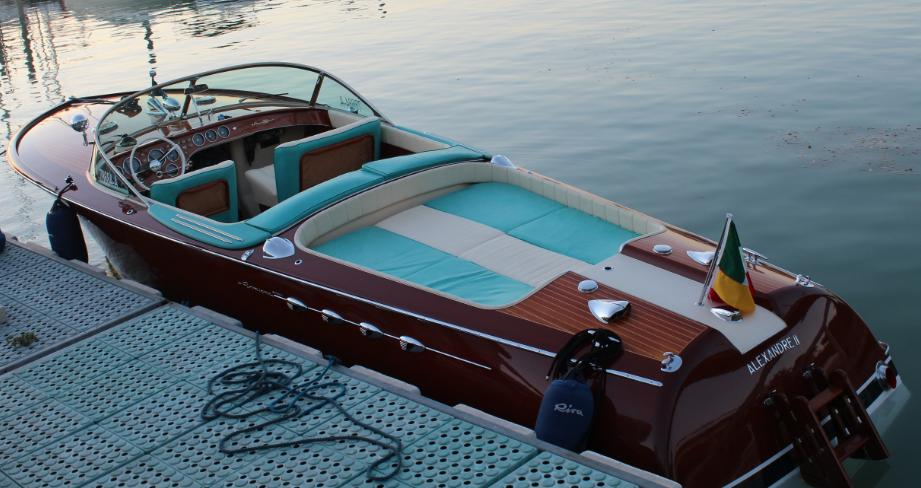
Super Riva Aquarama Série II
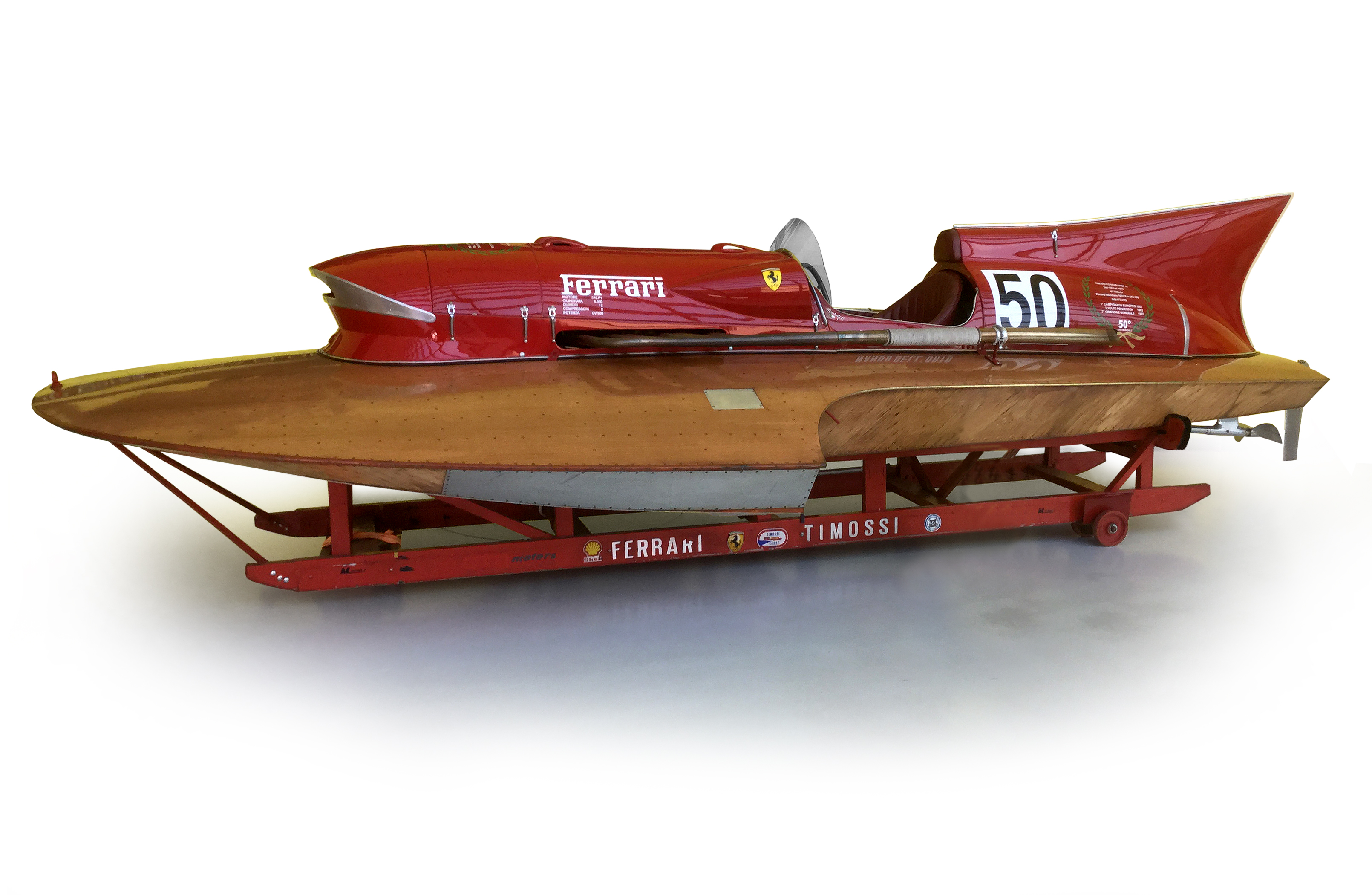
Ferrari Arno XI (1953)
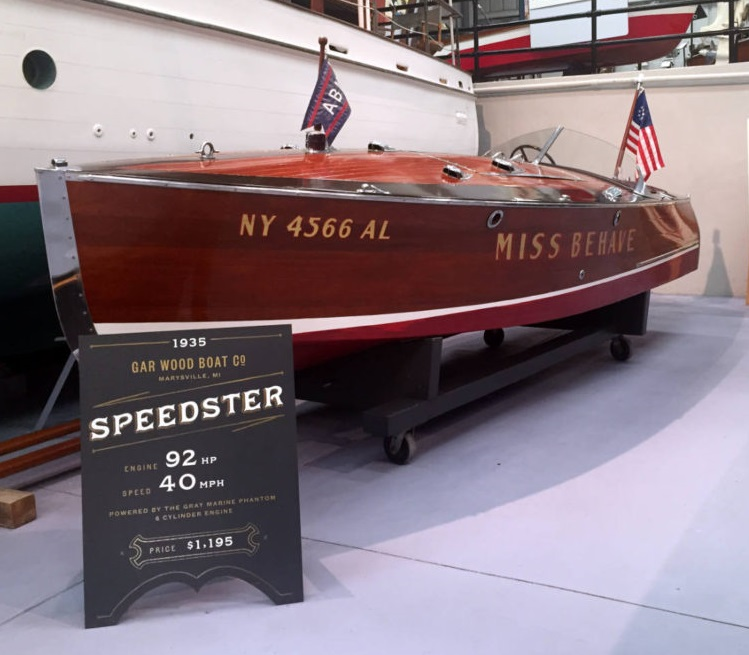
Garfield Wood (en) (1935)
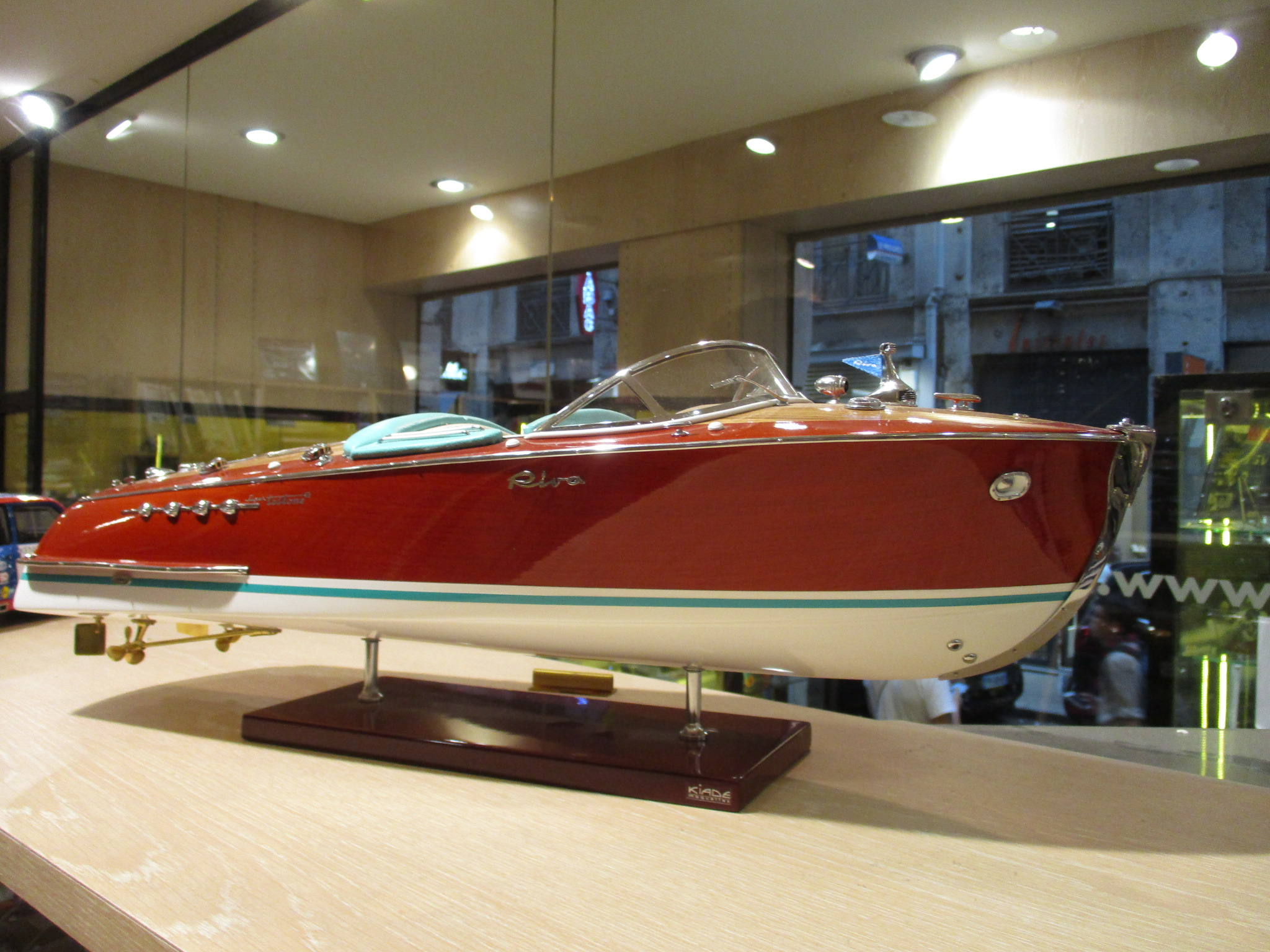
Riva
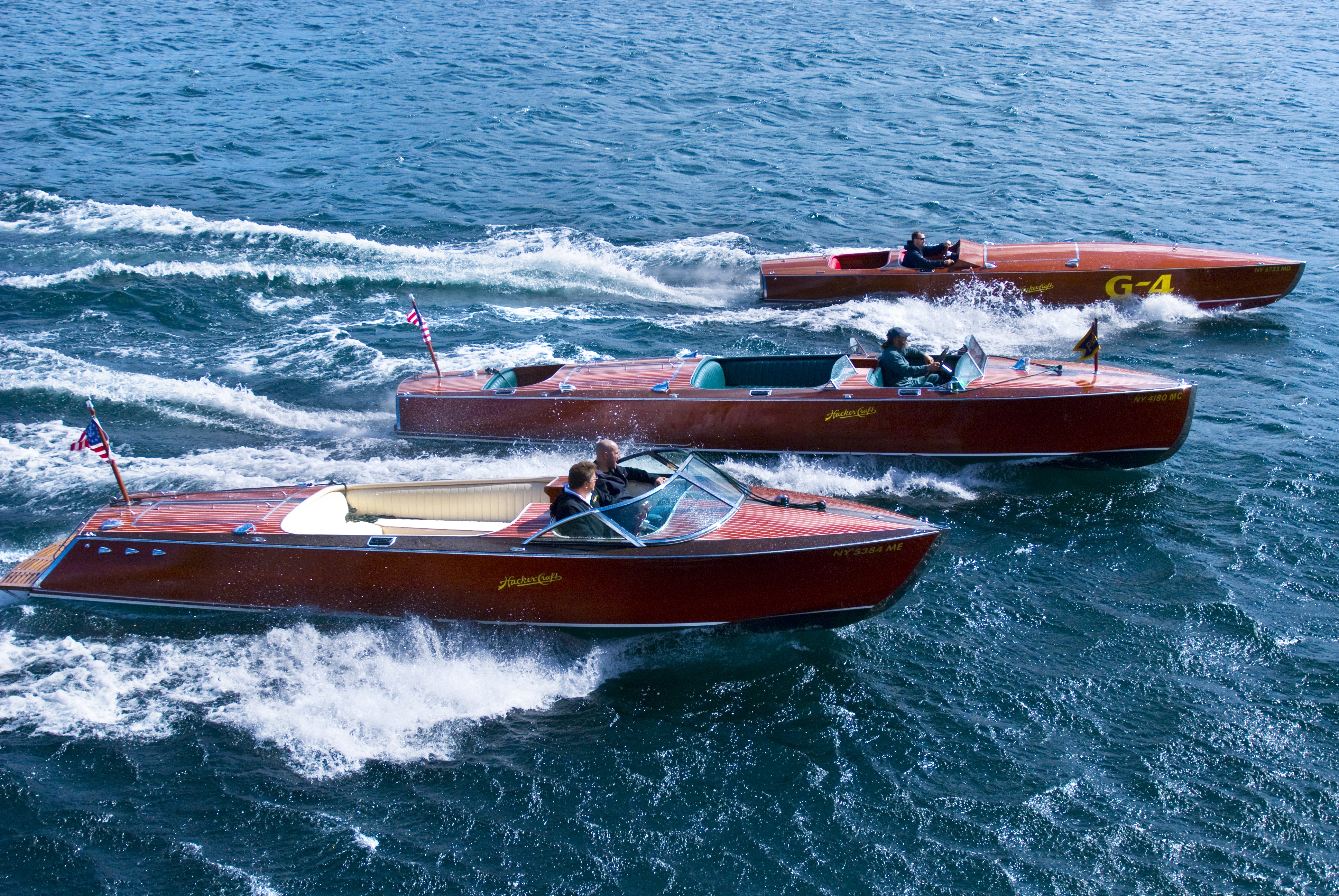
Hacker-Craft
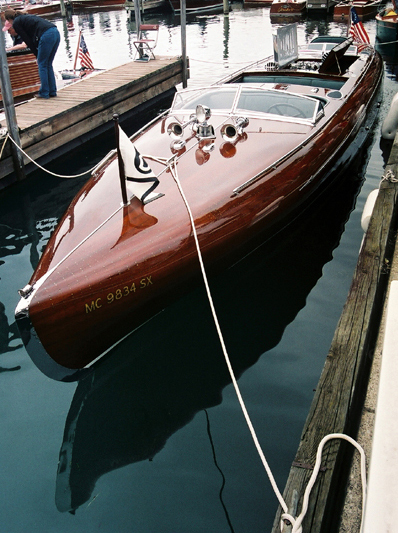
Hacker-Craft Lockpat II (1931)
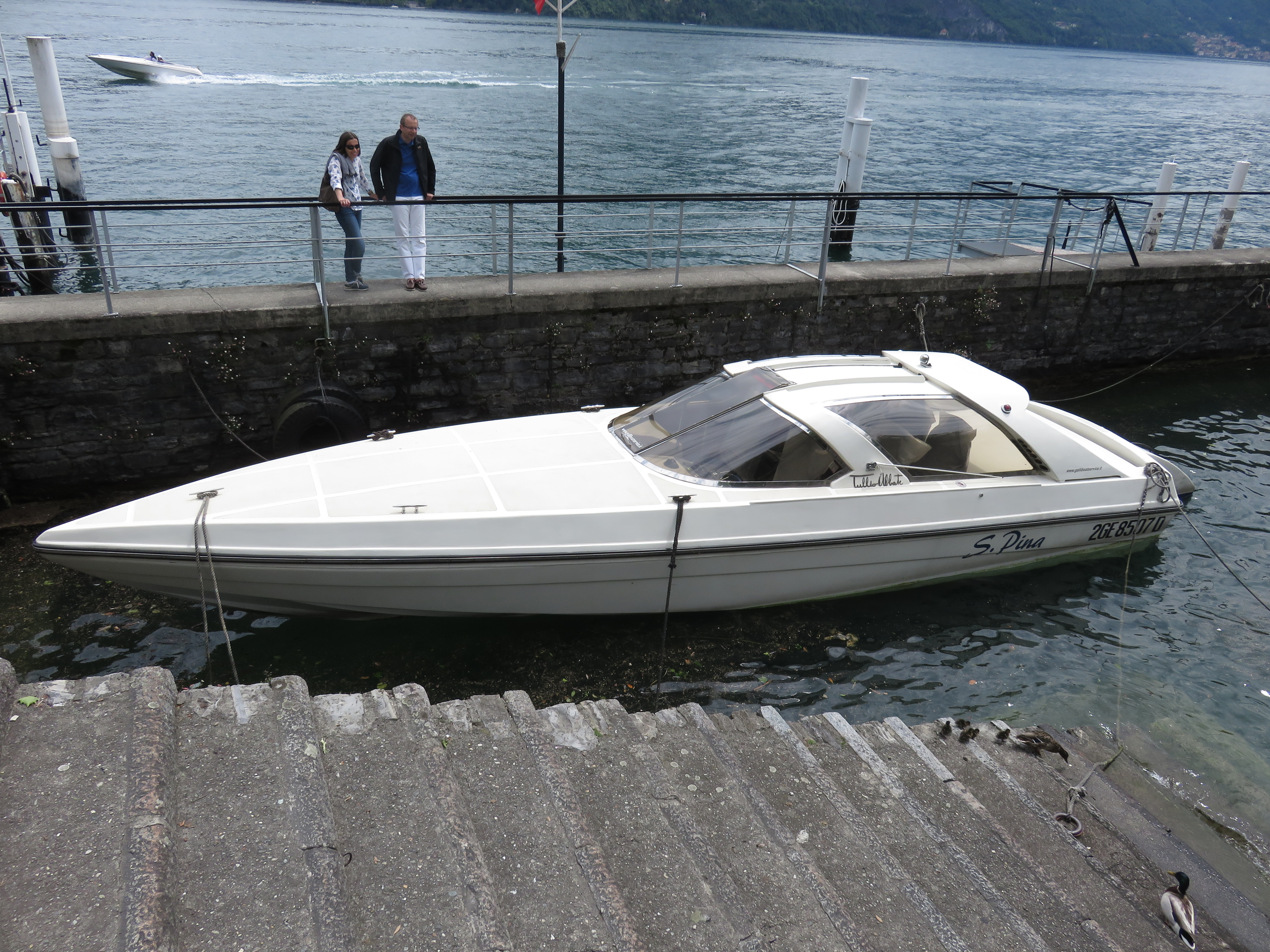
Tullio Abbate
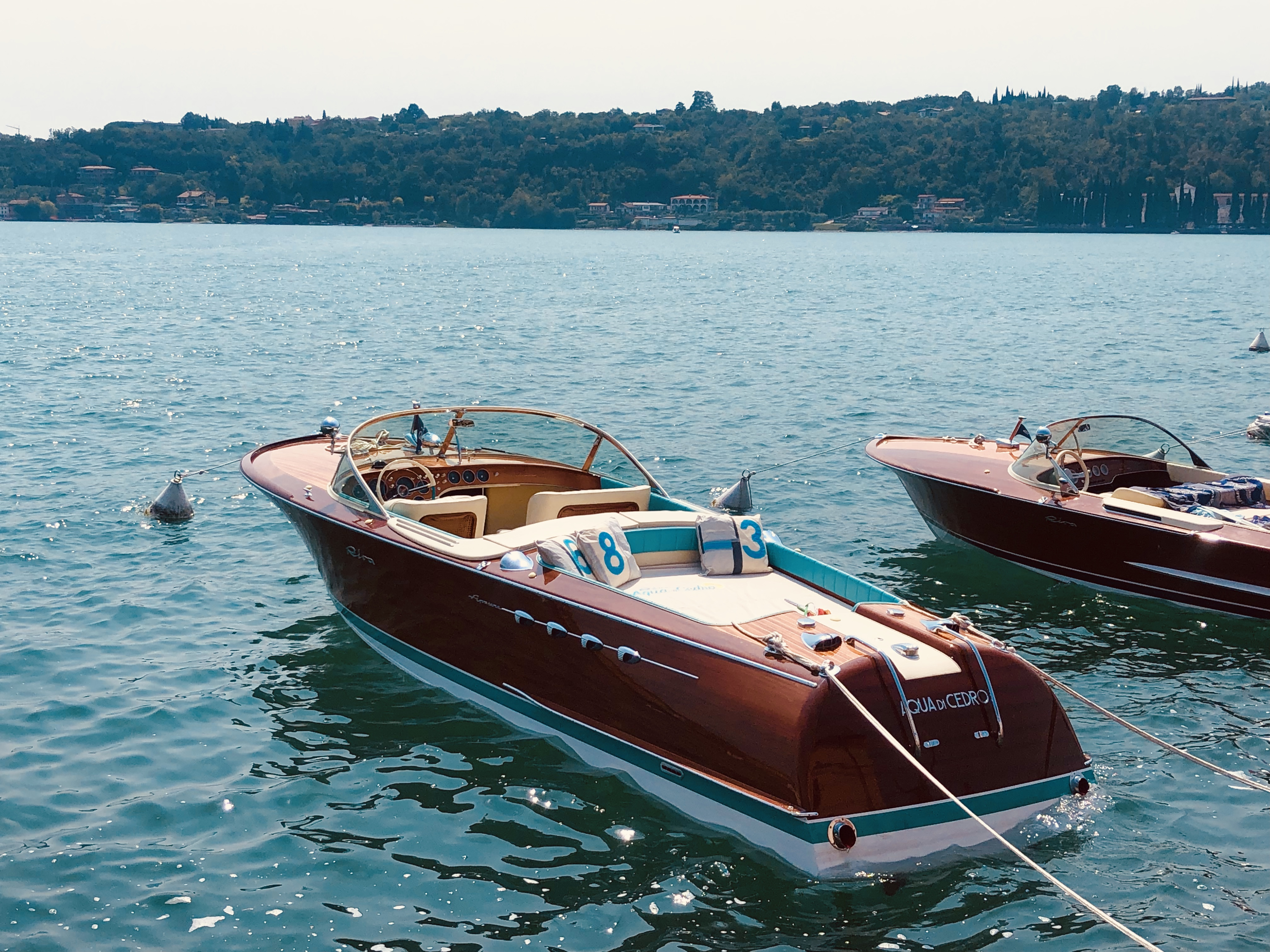
Riva Aquarama (1962)
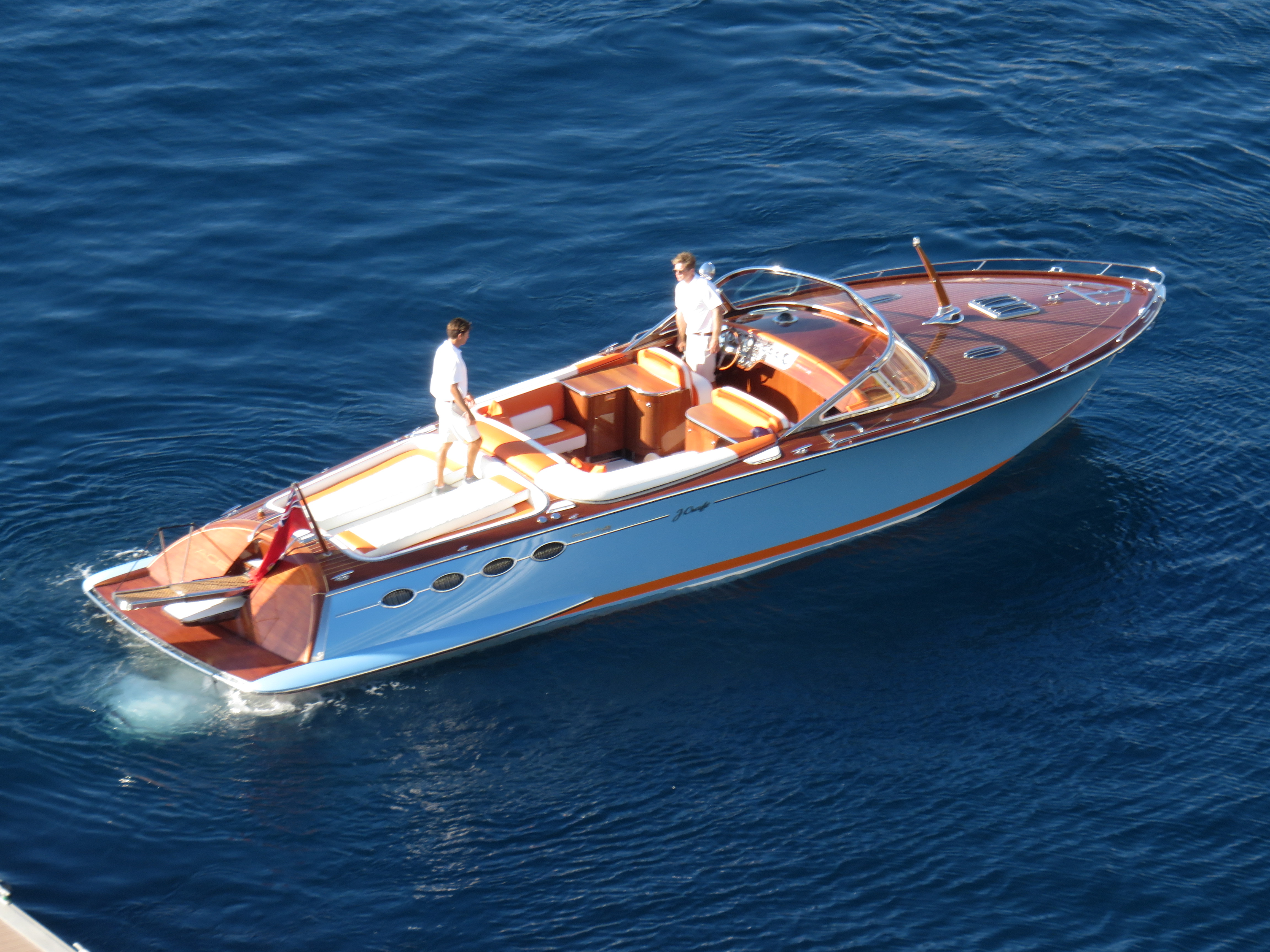
J Craft Torpedo (1998)
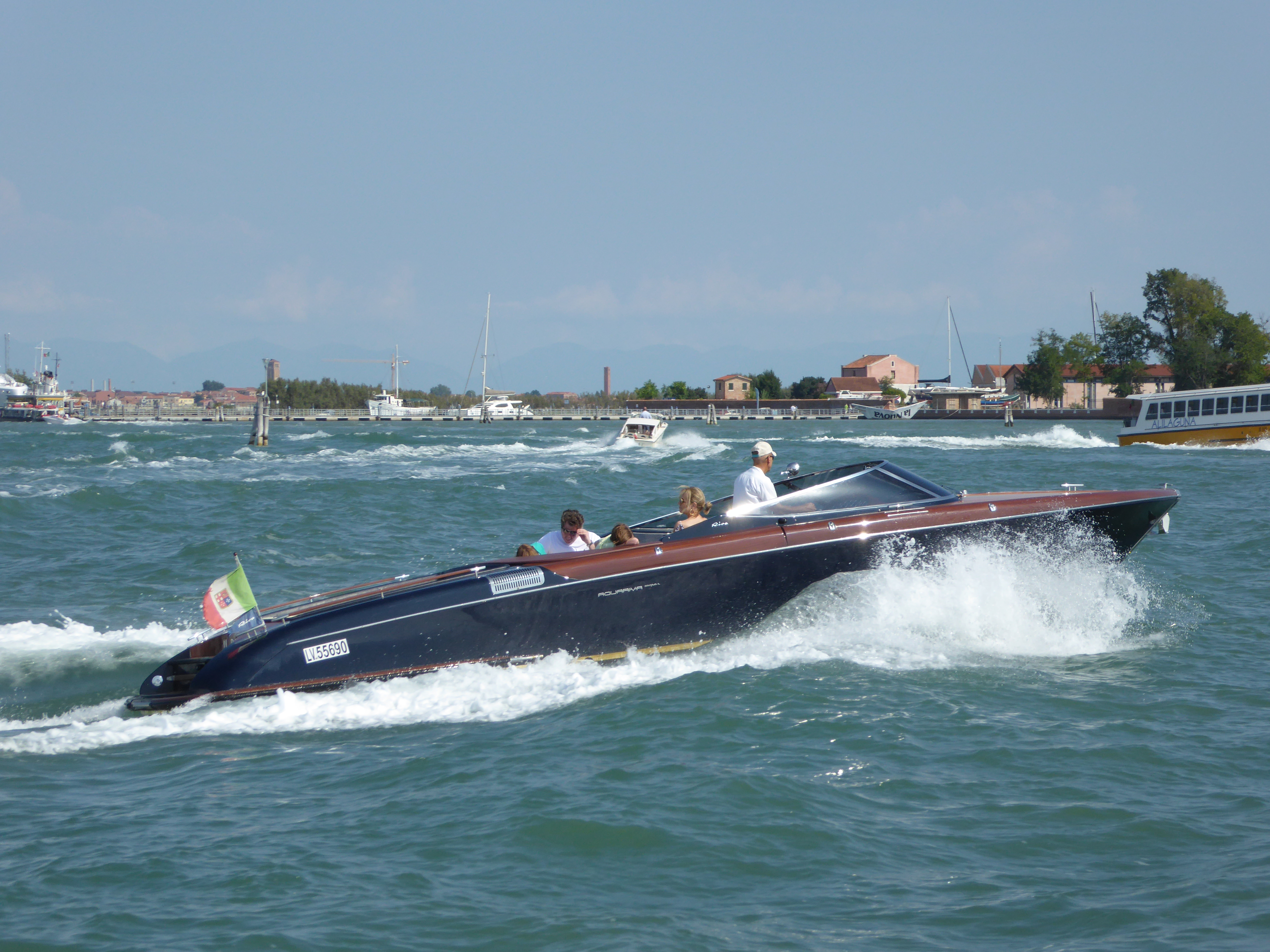
Riva Aquariva (2000)
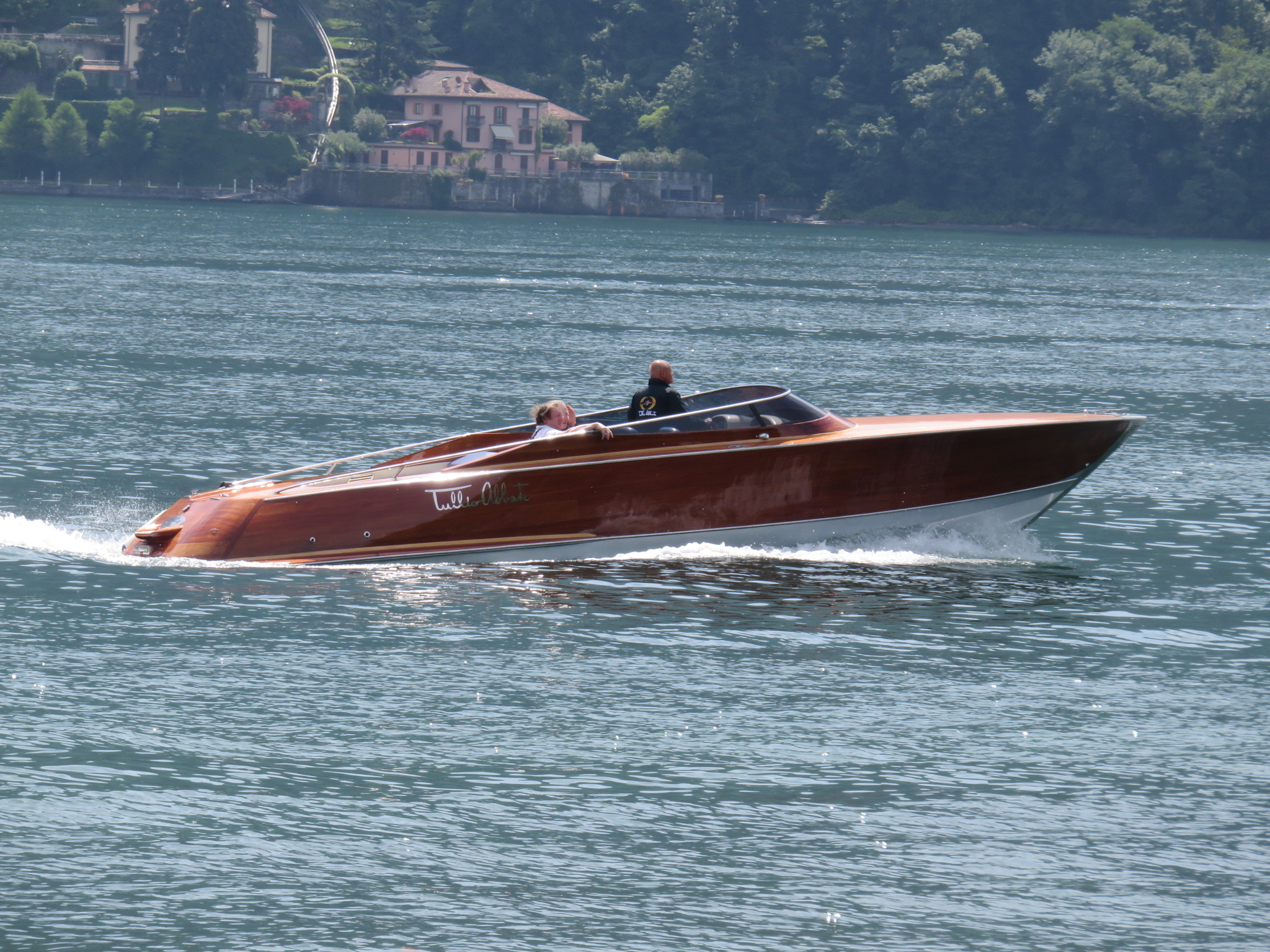
Tullio Abbate Villa d'Este (2015)

Les bateaux de course les plus rapides tels que le légendaire Ferrari Arno XI (record de vitesse aquatique dans sa catégorie depuis 1953) sont conçus sous forme d'hydroptère pour voler au-dessus de l'eau . 
Après la Seconde Guerre mondiale les runboat sont parfois fabriqués en aluminium, puis avec des formes néo-rétro en contreplaqué marine ou fibre de verre, pour réduire le poids et les coûts de fabrication au détriment de l’esthétique woody d'origine.

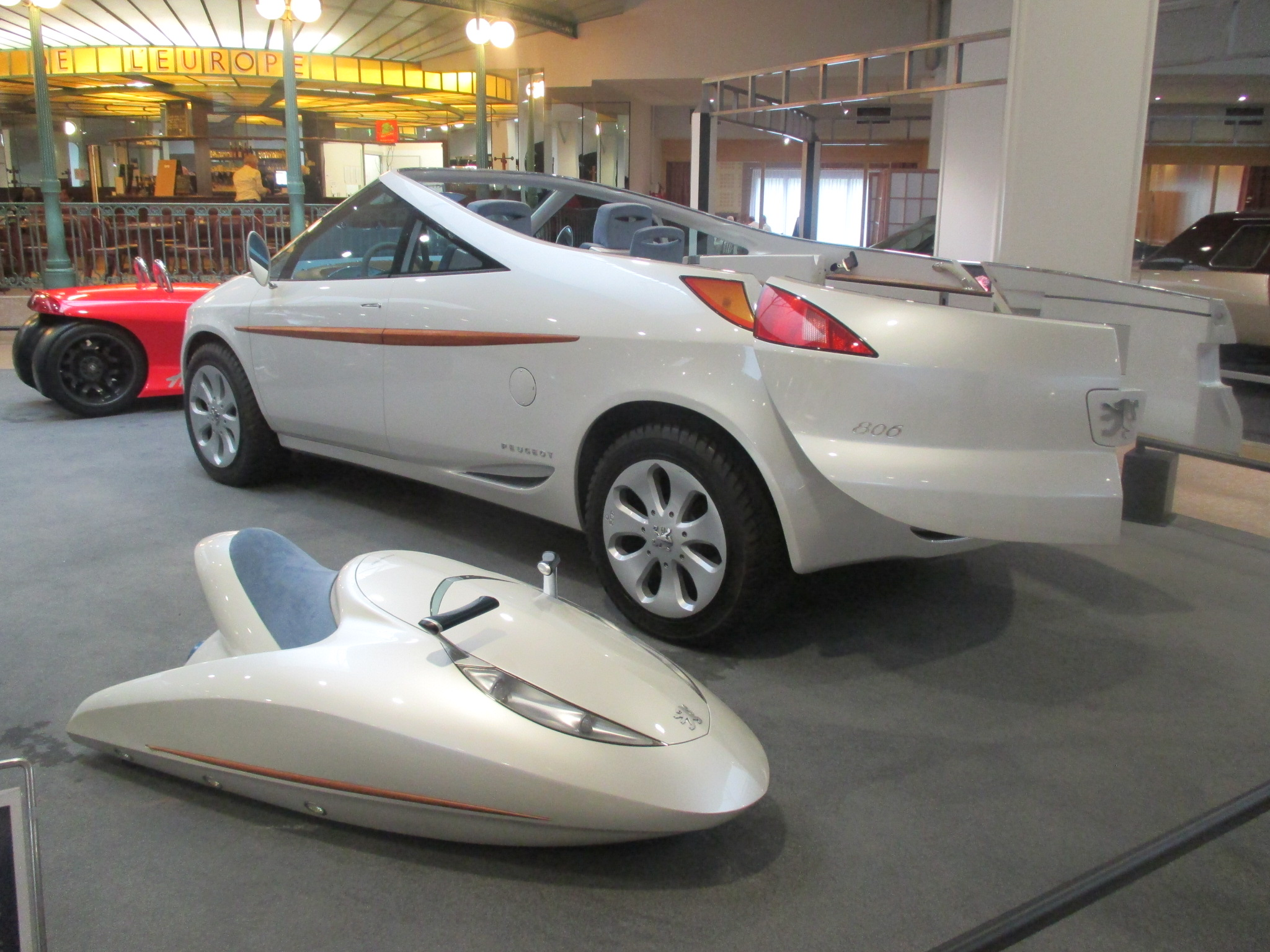
Peugeot 806 Runabout (1997)

## Automobile
Quelques designers et constructeurs automobiles s'inspirent de ce type de bateau runabout pour créer des carrosseries de voiture de style runabout-Skiff, Skiff, ou Woody, telle que la Peugeot 806 Runabout (1997)...